# Nesolestes albicolor
Nesolestes albicolor – gatunek ważki z rodziny Argiolestidae.
Owad ten jest endemitem Madagaskaru, znanym tylko z miejsca typowego położonego na terenie Parku Narodowego Andohahela w południowo-wschodniej części wyspy, na wysokości około 1800 m n.p.m.